# Lucky iron fish

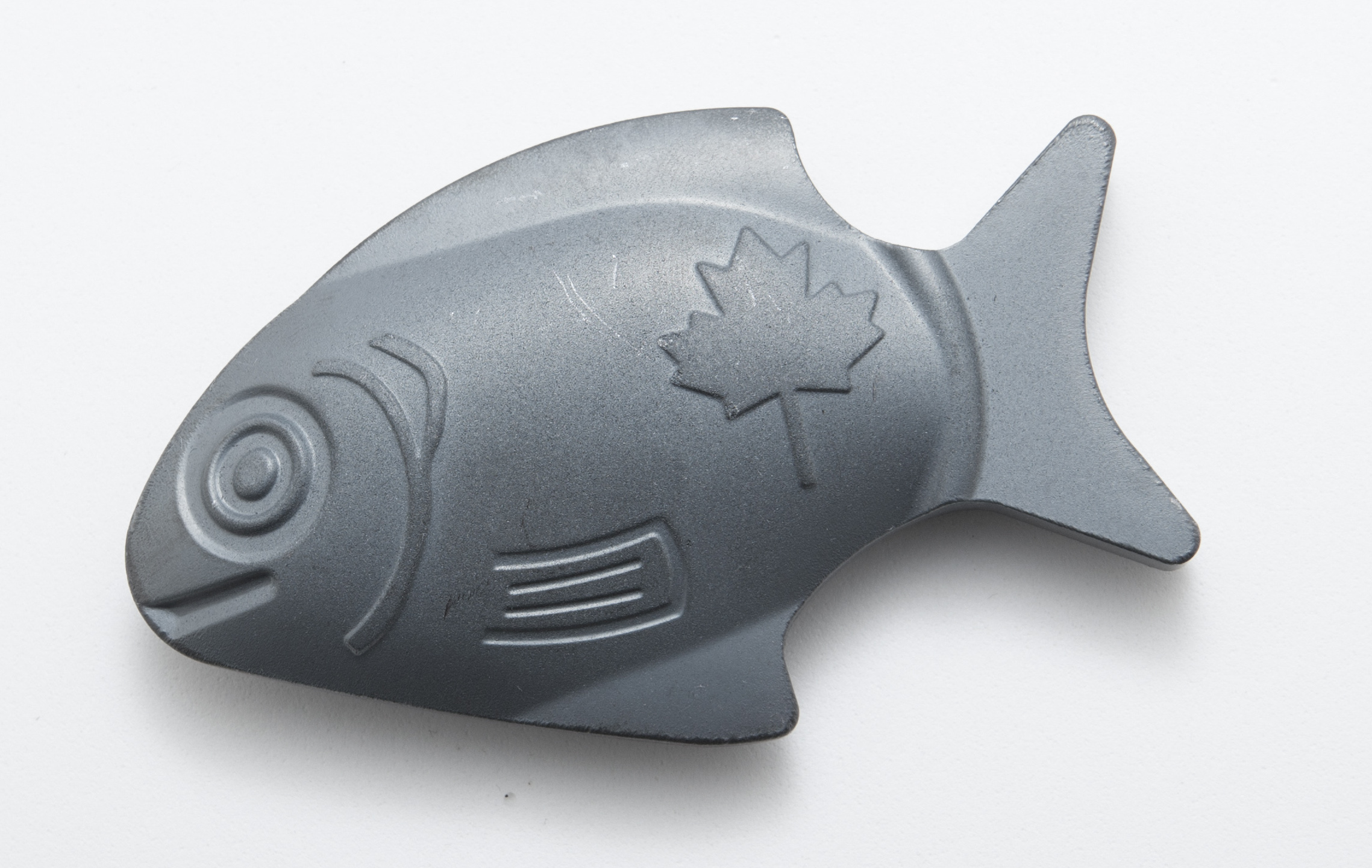
Un lucky iron fish

II lucky iron fish è un lingotto di ferro a forma di pesce utilizzato per fornire un'integrazione alimentare di ferro alle persone affette da anemia sideropenica. I lingotti vengono posti in una pentola di acqua bollente al fine rilasciare il ferro elementare nell'acqua e nel cibo. Furono sviluppati nel 2008 da operatori sanitari canadesi in Cambogia e nel 2012 fu fondata un'azienda per sviluppare i lucky iron fish su larga scala, promuovendone l'uso nelle aree rurali e distribuili alle organizzazioni non governative partner.
Una ricerca pubblicata nel 2017 ha scoperto che il lingotto di ferro non ha avuto alcun effetto sulle anemie causata da fattori diversi dalla carenza di ferro. Pertanto non ne è stato raccomandato l'uso in Cambogia e in altri paesi dove la maggior parte dei casi di anemia non è dovuta a carenza di ferro e la prevalenza di disturbi genetici dell'emoglobina è elevata.

## Motivazione
Circa il 60% delle donne cambogiane incinte nel 2010 erano anemiche a causa della carenza di ferro nella dieta, che provoca travaglio prematuro ed emorragia durante il parto. Nei bambini si riscontra un'incidenza maggiore di problemi nello sviluppo del cervello. La carenza di ferro è il disturbo nutrizionale più diffuso in Cambogia, che colpisce il 44% della popolazione e comporta una perdita di PIL di circa 70 miliardi di dollari all’anno.
È noto che le pentole in ghisa rilasciano ferro nel cibo durante la cottura, ma il costo per ottenerle è proibitivo per le persone povere delle zone rurali della Cambogia.

## Sviluppo
Christopher Charles, studente dell'Università di Guelph, ricevette una borsa di studio per condurre una ricerca epidemiologica sulla salute in Cambogia dall'Agenzia canadese per lo sviluppo internazionale (CIDA) dopo aver completato una laurea triennale in scienze biomediche. Il gruppo di ricerca distribuì un disco di ferro alle donne del villaggio, chiedendo loro di metterlo nelle loro pentole mentre preparavano zuppe o facevano bollire l'acqua. Le donne erano riluttanti ad usare il pezzo di ferro durante la cottura, e quasi nessuno lo usava. Charles affermò che si trattava di un problema di marketing sociale.
Furono quindi distribuiti lingotti di ferro a forma di fiore di loto, ma anche questi vennero rifiutati dagli abitanti. Durante le discussioni con gli anziani del villaggio, Charles venne a conoscenza di una specie di pesce considerata simbolo di buona fortuna, salute e felicità nel folklore locale. Il gruppo creò lingotti di ferro a forma di pesce, che furono accolti in modo più positivo dagli abitanti del villaggio e portarono ad un aumento immediato dei livelli di ferro nel sangue tra gli abitanti del villaggio.

## Utilizzo
Il lucky iron fish è lungo 7,6 cm e pesa circa 200 grammi. Si mette in un recipiente di cottura con 1 o 2 gocce di succo di limone per 10 minuti in 1 litro di acqua bollente. Il succo di limone migliora l'assorbimento intestinale del ferro. Il lucky iron fish viene utilizzato anche durante la cottura del riso o di stufati. Circa il 92% degli abitanti che ne possiedono lo usano regolarmente e molti di loro lo consigliano ad amici e parenti come simbolo di fortuna.
Il lingotto appiattito è stato progettato per massimizzare la superficie esposta durante la cottura, massimizzando così la quantità di ferro rilasciata dal lingotto nel cibo o nell'acqua nella pentola. Il suo utilizzo consente di ottenere circa il 75% del fabbisogno di ferro giornaliero raccomandata.
Se usato come da istruzioni, la quantità di ferro rilasciata non modifica il sapore dell'acqua o del cibo.